# سيدني تشابمان (رياضياتي)
سيدني تشابمان  (بالإنجليزية: Sydney Chapman)‏(29 فبراير 1888 - 16 يونيو 1970) هو رياضياتي وجيوفيزيائي بريطاني قادت جهوده في الحركة الحرارية والفيزياء الشمسية الأرضية وطبقة الأوزون الأبحاث على مدى عقود عديدة.

## روابط خارجية
- سيدني تشابمان على موقع الموسوعة البريطانية (الإنجليزية)
- سيدني تشابمان على موقع إن إن دي بي (الإنجليزية)